# Trichoscypha reygaertii
Trichoscypha reygaertii är en sumakväxtart som beskrevs av De Wild.. Trichoscypha reygaertii ingår i släktet Trichoscypha och familjen sumakväxter. Inga underarter finns listade i Catalogue of Life.